# ويل هيلر
ويل هيلر (بالإنجليزية: Will Heller)‏ هو لاعب كرة قدم أمريكية أمريكي، ولد في 28 فبراير 1981 في دنوودي في الولايات المتحدة.

## وصلات خارجية
- ويل هيلر على موقع مرجع كرة القدم المحترفة.كوم (الإنجليزية)